# Ruhr Games

Logo der Ruhr Games

Die Ruhr Games sind eine alle zwei Jahre stattfindende Jugendsportveranstaltung im Ruhrgebiet. Veranstalter ist der Regionalverband Ruhr (RVR).

## Ablauf
Auf dem Gelände des Austragungsortes treten mehrere nationale und internationale Jugendsportler in verschiedenen Sportarten und Disziplinen gegeneinander an. Des Weiteren kann ein Trendsport-Areal mit sportlichen Aktivitäten und Testmöglichkeiten für jeden wie eine Parkour-Anlage, Wände zum Klettern und Torschießen besucht werden. Insgesamt werden 217 Wettkämpfe in 200 Disziplinen und 16 Sportarten ausgetragen. Neben den Wettbewerben gibt es auch Sportshows im Bereich BMX, Stabhochsprung oder Freestyle Motocross.
Zusätzlich werden Workshops für Jugendliche, Streetart und Musikkonzerte im Stil von Umsonst und draußen angeboten. Abends erleuchtet die europäische Lichterinstallation des Landschaftspark Duisburg-Nord.
Die gesamte Veranstaltung kann kostenlos und ohne Anmeldung besucht werden. Die Veranstaltung findet von Donnerstag bis Sonntag statt. Die Ruhr Games werden in Sport1 übertragen und zählen zu den größten Sportfesten für Jugendliche in Europa.

## Sportarten
Insgesamt werden 18 Sportarten und über 200 Disziplinen ausgetragen. Die Sportarten sind:
- Basketball
- BMX-Flat
- BMX-Spine
- Boxen
- Fechten
- Fußball
- Handball
- Judo
- Kanupolo
- Klettern
- Leichtathletik
- Ringen
- Schwimmen
- Skateboard
- Streetball
- Tischtennis
- Volleyball
- Wasserball[2]

## Geschichte
2015 fanden die ersten Ruhr Games in den Städten Essen, Gelsenkirchen, Oberhausen, Bottrop und Gladbeck statt. Es nahmen ca. 4000 jugendliche Sportler im Alter von 12 bis 23 Jahren (davon 1000 aus anderen europäischen Ländern als Deutschland) an 16 Sportarten und 12 internationalen Turnieren teil. Parallel dazu fanden 147 Kulturveranstaltungen mit 529 Künstlern und 30 Bands statt. Die Veranstaltung wurde von über 125.000 Menschen besucht und mit einem Abschlusskonzert von Jan Delay auf der Zeche Zollverein beendet.
2017 wurde die Veranstaltung von ca. 58.500 Menschen besucht und fand an 3 verschiedenen Standorten in Dortmund, Hagen und Hamm statt. Es nahmen 6.500 Sportler (davon 2000 internationale Gäste aus 26 Nationen) in 57 Sport-Disziplinen teil und es spielten 14 Bands.
Die Ruhr Games 2019 fanden im Landschaftspark Duisburg-Nord statt. 2019 fand parallel zu den Ruhr Games die Europa-Expo statt, die in acht Zelten über das Thema Europa und Europäische Union aufklärt und dazu mehrere Mitmachaktionen anbot. Als Musiker traten 2019 Cro, Bosse, Alex Mofa Gang und DJ Mad auf. 32 Nationen mit über 5600 Sportlern nahmen an den Spielen teil.  Es fanden 217 Wettkämpfe in 200 Disziplinen und 16 Sportarten statt. Die Ruhr Games 2019 wurden von über 100.000 Besuchern verfolgt.